# Maisoncelles-Pelvey
 Maisoncelles-Pelvey  es una población y comuna francesa, situada en la región de Baja Normandía, departamento de Calvados, en el distrito de Caen y cantón de Villers-Bocage (Calvados).

## Demografía
| 223 | 235 | 188 | 211 | 203 | 228 |
| Para los censos de 1962 a 1999 la población legal corresponde a la población sin duplicidades (Fuente: INSEE [Consultar]) |     |     |     |     |     |